# Juanita Hall
Juanita Hall (nascida Long; 6 de novembro de 1901 – 29 de fevereiro de 1968) foi uma atriz americana de teatro musical e cinema. Ela é lembrada por seus papéis nas versões originais para o palco e para a tela dos musicais de Rodgers e Hammerstein, South Pacific como Bloody Mary – um papel que lhe rendeu o Tony Award – e Flower Drum Song como Madame Liang.

## Primeiros anos
Nascida em Keyport, Nova Jérsei, filha de pai afro-americano e mãe irlandesa-americana, Hall (junto com três irmãos) foi criada por seus avós maternos após a morte de sua mãe. Ela frequentou a Bordentown Industrial School e se formou na Keyport High School. Ela também recebeu treinamento clássico na Juilliard School.

## Carreira
Logo depois de terminar o ensino médio, Hall trabalhou no assentamento Lincoln em East Orange, Nova Jérsei, ensinando música para crianças durante o dia e para um coro de adultos à noite.
No início da década de 1930, ela foi solista especial e assistente de direção do Hall Johnson Choir. Uma importante artista negra da Broadway em sua época, ela foi escolhida pessoalmente por Richard Rodgers e Oscar Hammerstein II para interpretar os papéis que desempenhou nos musicais South Pacific e Flower Drum Song, como uma mulher tonquinesa e uma sino-americana, respectivamente.

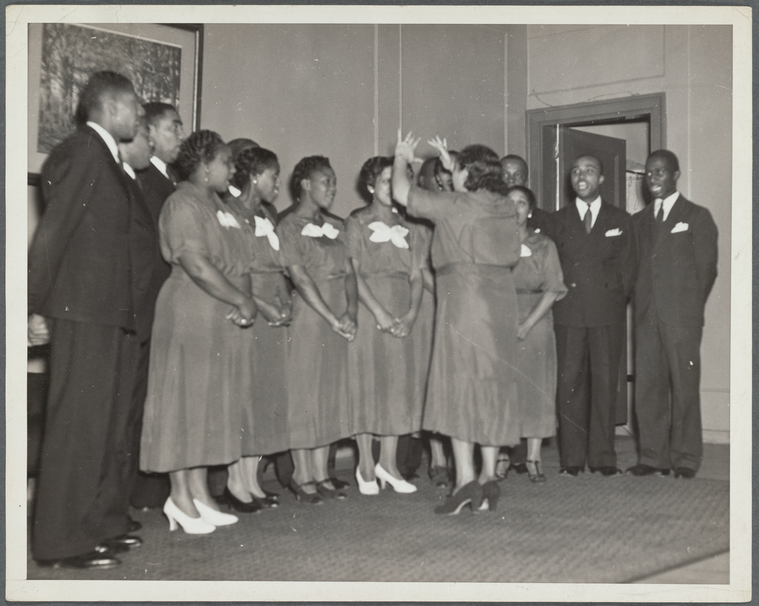
Juanita Hall, de costas, regendo os Negro Melody Singers.

Em 1950, ela se tornou a primeira afro-americana a ganhar o Tony Award de Melhor Atriz Coadjuvante em Musical por seu papel como Bloody Mary no South Pacific estrelado por Ezio Pinza e Mary Martin. Ela também ganhou um Donaldson Award por interpretar esse papel. Ela desempenhou o papel em 1.925 apresentações na Broadway, no Majestic Theatre, começando em 7 de abril de 1949. Ela também estrelou o musical da Broadway de 1954, House of Flowers, no qual cantou e dançou Slide Boy Slide, de Harold Arlen. Além de seu papel no South Pacific, ela se apresentava regularmente em clubes de Greenwich Village, onde cativou o público com suas interpretações de "Am I Blue?", "Lament Over Love" e "Cool Saturday Night" de Langston Hughes.
Antes de atuar, ela montou seu próprio grupo de coro, The Juanita Hall Choir, e se manteve ocupada com apresentações em shows, discos, filmes e no ar. Ela fez o teste para Talent 48, uma crítica privada criada pelo Stage Manager's Club. Posteriormente, atuou no rádio na novela The Story of Ruby Valentine, da National Negro Network. A série foi transmitida em 35 estações, e os patrocinadores da transmissão incluíram Philip Morris e Pet Milk.

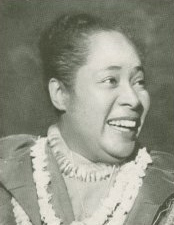
Como Bloody Mary na série teatral do South Pacific

Em 1958, ela gravou Juanita Hall Sings the Blues (no Beltone Studios em Nova Iorque), apoiada por um grupo de músicos de jazz que incluía Claude Hopkins, Coleman Hawkins, Buster Bailey, Doc Cheatham e George Duvivier. Em 1958, ela reprisou Bloody Mary na versão cinematográfica de South Pacific, para a qual sua parte de cantora foi dublada. "Rodgers decretou que seu vibrato estava desgastado, então suas canções seriam dubladas por Muriel Smith, a Carmen Jones original da Broadway." Smith desempenhou o papel na produção de Londres. (O diretor musical Alfred Newman e o diretor Joshua Logan acharam desnecessário dublá-la.) No mesmo ano, Hall estrelou Flower Drum Song, outro show da Broadway de Rodgers e Hammerstein. Ela também fez turnê na versão road show de Flower Drum Song, mas teve que abandoná-la no início de 1962 por causa de doença.

## Vida pessoal
Hall se casou com o ator Clement Hall ainda na adolescência, quando ambos atuavam na produção da Broadway Lew Lefile's Blackbirds. Eles não tiveram filhos e acabaram se divorciando.
Nos últimos anos, o diabetes levou à cegueira. Como ela tinha pouco dinheiro, o Actors Fund of America a apoiou na Lillian Booth Actors Home em Englewood, Nova Jérsei, e em hospitais quando ela precisava de tratamento.
Hall era católica.

## Morte
Hall morreu no Southside Hospital, Bay Shore, Nova Iorque, de complicações de diabetes. Ela morava na Percy William Actors' Home em East Islip, Nova Iorque.

## Filmografia parcial
- Paradise in Harlem (1939) – Cantora na Audiência
- Miracle in Harlem (1948) – Juanita Hall –  Especialidade 'Chocolate Candy Blues'
- Harlem Follies of 1949 (1950)
- South Pacific (1958) – Bloody Mary
- Flower Drum Song (1961) – 'Tia' Liang (último papel no cinema)